# Construction à ossature croisée dite « balloon frame »

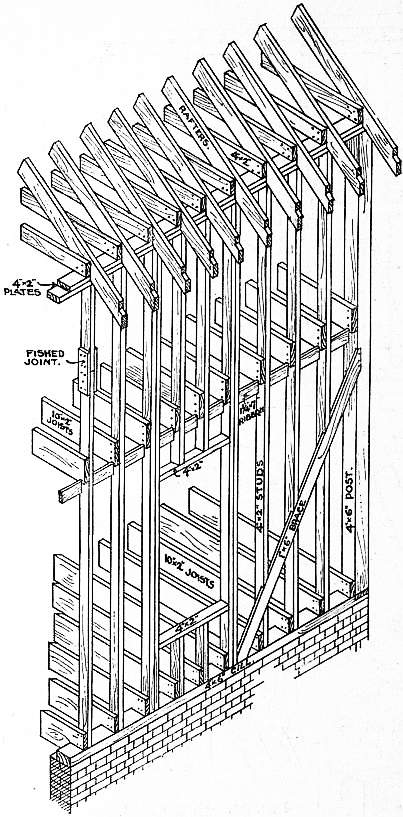
Balloon Frame dans l'Encyclopædia Britannica de 1911 (Carpentry)

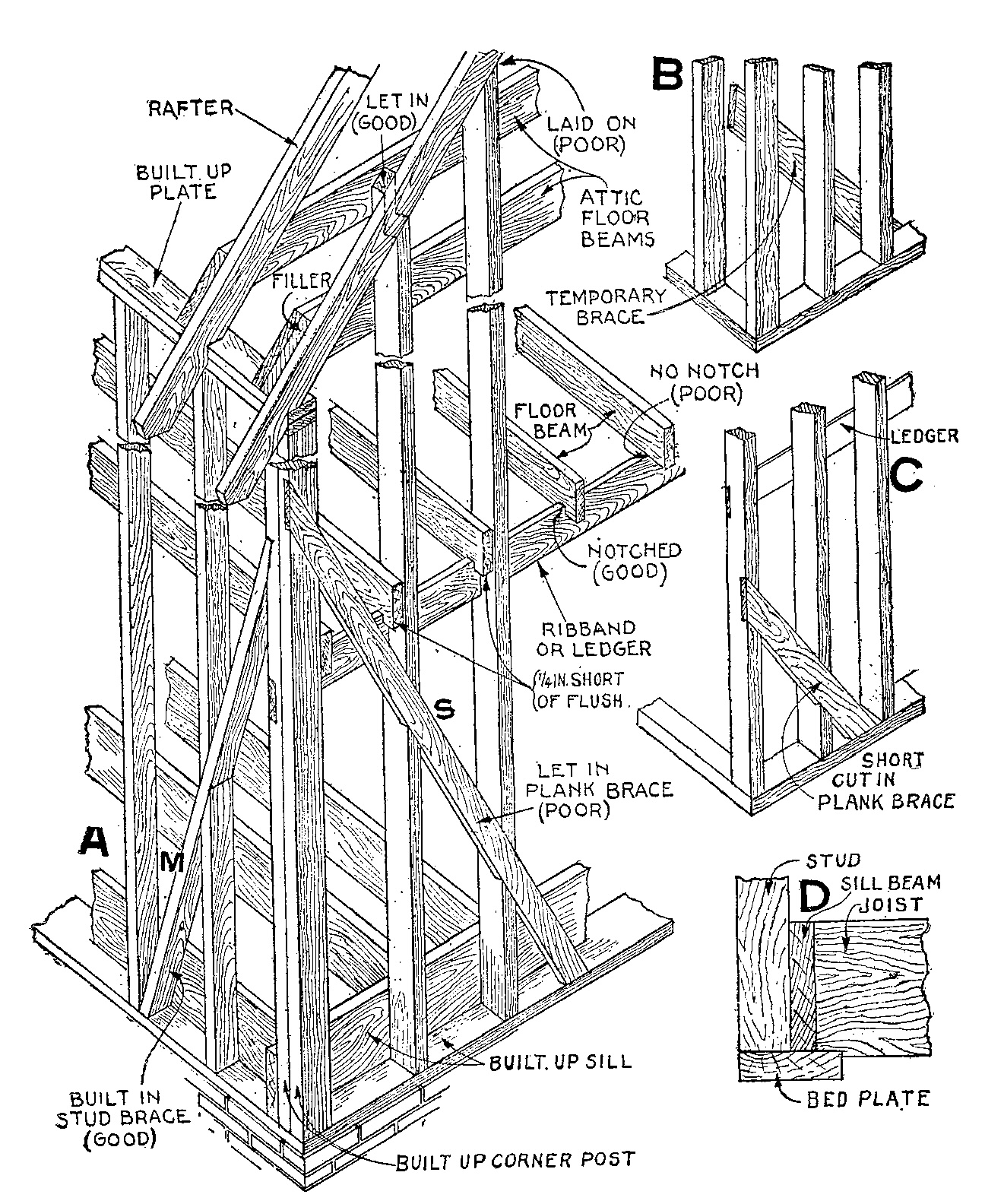
Balloon frame. Audel's Carpenter's and Builder's Guide, 1923

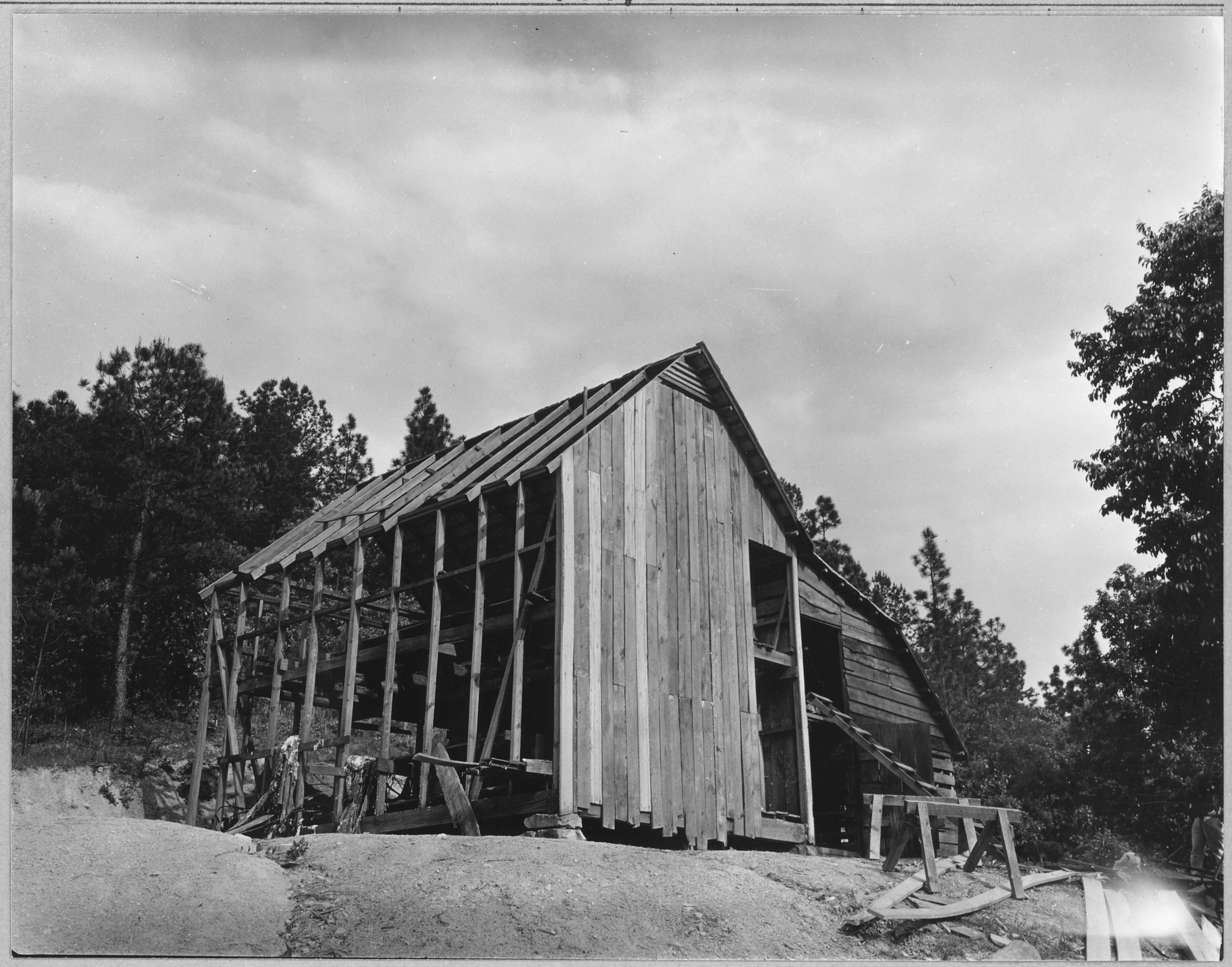
Coosa Valley, Alabama. Grange nouvellement construite sur une ferme abandonnée. Début XXe siècle

Le balloon frame ou charpente à claire-voie ou charpente à ossature croisée est une technique de construction en bois, très répandue dans les plaines des États-Unis. Dans une ossature à claire-voie, les poteaux des murs extérieurs sont faits d'une seule pièce allant de la fondation au toit du bâtiment (sablière).

## Les origines
Dès la fin du XVIIIe siècle, les scies actionnées mécaniquement et la fabrication industrielle des clous vont transformer les habitudes constructives aux États-Unis. Des sciages de faibles section et des clous sont disponibles en grande quantité. C’est le premier type de construction industrialisée, rapide à mettre en œuvre.
Cette technique de construction également appelée « ossature croisée » fut employée par les pionniers américains au XIXe siècle. Le berceau du balloon frame est Chicago. Le premier bâtiment de type balloon frame date de juillet 1833, c'est l'église Sainte Marie de Chicago à Lake Street. Son inventeur est George Washington Snow,. Chicago compte alors 350 personnes, au tournant du siècle elle atteindra un million de personnes. Snow deviendra un riche entrepreneur.
L'appellation que l’on pourrait traduire « ossature pour ballon » a plusieurs étymologies possibles. L'une se réfère aux techniques employées pour la fabrication des premiers dirigeables, mais ceux-ci sont postérieurs. Une autre origine serait le terme « maison à boulin » employé par les pionniers français du Missouri. Comme pour le colombage avec des bois longs, la construction balloon frame sera progressivement remplacée par la technique de la plate-forme.

## Principes
Le ballon frame est issu de la technique à bois longs, des sciages sont cloués pour former un ensemble de cadres complets. Le ballon frame est réalisé avec des montants de 5 par 10 cm (2 × 4 pouces) de section et d’une longueur correspondant à la hauteur de l’habitation. Les montants sont cloués entre une lisse basse et une lisse haute. Les cadres ainsi formés se succèdent avec un  faible écartement. La lisse haute reçoit une charpente légère et la lisse basse les solives du plancher. L’ossature est recouverte d'un revêtement intermédiaire constitué par des clins ou des planches qui protègent l’ensemble et augmentent le contreventement. L’habillage peut être constitué d’autres matériaux tels que la brique, de la pierre de parement, de l’enduit projeté…

## Dans l'Encyclopædia Britannica de 1911
Le ballon frame se compose de bois beaucoup plus petits (que la braced frame, structure renforcée) et est plus rapidement érigé et moins coûteux. La méthode consiste à poser d'abord la lisse d'assise (ou sole ou radier, sill en anglais), généralement de 4 × 6 pouces, assemblés à mi-bois aux angles. Une fois que le sol a été posé, les poteaux corniers (post), habituellement 4 × 6 pouces, sont érigés et temporairement étayés (stay). Les poteaux communs, ou montants (en anglais studs) sont alors fixés sur la lisse et une planche est temporairement clouée en contreventement sur la face intérieur. Ces poteaux communs sont de la hauteur totale de la structure, de la lisse d'assise jusqu'à la planche de toit, et le deuxième niveau des solives (Joist) du plancher est supporté avec entaille par une planche de 1 ¹⁄₄ × 7 pouces, appelée false girt ou ribbon. Les extrémités des solives sont également placées contre un poteau et clouées (spiked)

## Points forts
- Nécessite une main-d’œuvre peu qualifiée.
- La construction est rapide et économique.
- Les petites sections permettent à un ouvrier seul de bâtir une maison.

## Limites
- La hauteur maximale de l’édifice est limitée par la longueur des montants.